# Université Ricardo-Palma
L’université Ricardo-Palma (en espagnol : Universidad Ricardo Palma ou URP) est une université privée du Pérou, qui a son siège dans la ville de Lima. Elle fut fondée le 1er juillet 1969 et compte actuellement 18 écoles et 8 facultés.

## Organisation
L’université Ricardo Palma comprend 18 écoles professionnelles distribuées dans les facultés des sciences biologiques, sciences économiques et de la gestion, droit, sciences politiques, humanités et langues modernes, ingénierie, médecine humaine, psychologie et la plus importante faculté d’architecture. Chaque faculté est dirigée par un doyen et chaque école est administrée par un directeur.
| Faculté                                          | École professionnelle |
| ------------------------------------------------ | --- |
| Faculté d’architecture                           | École d’architecture et urbanisme |
| Faculté de sciences biologiques                  | École de biologie École de médecine vétérinaire |
| Faculté de sciences économiques et de la gestion | École d'administration et gestion École d’administration et des affaires internationales École de comptabilité et des finances École d’économie École de tourisme, gastronomie et gestion hôtelière |
| Faculté de droit et sciences politiques          | École de droit et sciences politiques |
| Faculté d'humanités et langues modernes          | École de traduction |
| Faculté de génie                                 | École de génie civil École de génie électronique École de génie industriel École de génie informatique École de génie mécatronique                                                                  |
| Faculté de médecine                              | École de médecine humaine |
| Faculté de psychologie                           | École de psychologie |